# Campeonato Mundial de Halterofilismo de 1999
O Campeonato Mundial de Halterofilismo de 1999 foi a 70ª edição do campeonato de halterofilismo, organizado pela Federação Internacional de Halterofilismo (FIH). O campeonato ocorreu no Estádio da Paz e da Amizade, em Atenas, na Grécia, entre 21 a 28 de novembro de 1999. Foram disputadas 15 categorias (8 masculino e 7 feminino), com a presença de 626 halterofilistas (395 masculino e 231 feminino) de 87 nacionalidades filiadas à Federação Internacional de Halterofilismo (FIH). Teve como destaque a China com 21 medalhas no total, sendo 12 de ouro.

## Medalhistas

### Masculino
| Evento    | Ouro                              | Ouro     | Prata                          | Prata    | Bronze                         | Bronze   |
| 56 kg     | 56 kg                             | 56 kg    | 56 kg                          | 56 kg    | 56 kg                          | 56 kg    |
| --------- | --------------------------------- | -------- | ------------------------------ | -------- | ------------------------------ | -------- |
| Arranque  | Halil Mutlu · Turquia             | 137,5 kg | Sergio Álvarez · Cuba          | 125,0 kg | Adrian Jigău · Roménia         | 125,0 kg |
| Arremesso | Halil Mutlu · Turquia             | 166,0 kg | Wang Shin-yuan · Taipé Chinesa | 157,5 kg | Ivan Ivanov · Bulgária         | 157,5 kg |
| Total     | Halil Mutlu · Turquia             | 302,5 kg | Adrian Jigău · Roménia         | 282,5 kg | Wang Shin-yuan · Taipé Chinesa | 280,0 kg |
| 62 kg     |                                   |          |                                |          |                                |          |
| Arranque  | Shi Zhiyong · China               | 147,5 kg | Leonidas Sabanis · Grécia      | 145,0 kg | Sevdalin Minchev · Bulgária    | 142,5 kg |
| Arremesso | Le Maosheng · China               | 180,5 kg | Marcus Stephen · Nauru         | 172,5 kg | Sevdalin Minchev · Bulgária    | 172,5 kg |
| Total     | Le Maosheng · China               | 320,0 kg | Leonidas Sabanis · Grécia      | 315,0 kg | Sevdalin Minchev · Bulgária    | 315,0 kg |
| 69 kg     |                                   |          |                                |          |                                |          |
| Arranque  | Galabin Boevski · Bulgária        | 162,5 kg | Georgios Tzelilis · Grécia     | 155,0 kg | Valerios Leonidis · Grécia     | 152,5 kg |
| Arremesso | Galabin Boevski · Bulgária        | 196,0 kg | Georgios Tzelilis · Grécia     | 190,0 kg | Valerios Leonidis · Grécia     | 187,5 kg |
| Total     | Galabin Boevski · Bulgária        | 357,5 kg | Georgios Tzelilis · Grécia     | 345,0 kg | Valerios Leonidis · Grécia     | 340,0 kg |
| 77 kg     |                                   |          |                                |          |                                |          |
| Arranque  | Khachatur Kyapanaktsyan · Armênia | 170,5 kg | Plamen Zhelyazkov · Bulgária   | 170,0 kg | Badr Salem Nayef · Catar       | 165,0 kg |
| Arremesso | Badr Salem Nayef · Catar          | 205,0 kg | Viktor Mitrou · Grécia         | 205,0 kg | Nader Sufyan Abbas · Catar     | 202,5 kg |
| Total     | Badr Salem Nayef · Catar          | 370,0 kg | Viktor Mitrou · Grécia         | 370,0 kg | Plamen Zhelyazkov · Bulgária   | 370,0 kg |
| 85 kg     |                                   |          |                                |          |                                |          |
| Arranque  | Pyrros Dimas · Grécia             | 180,5 kg | Giorgi Asanidze · Geórgia      | 177,5 kg | Marc Huster · Alemanha         | 177,5 kg |
| Arremesso | Shahin Nassirinia Irão            | 215,0 kg | Christos Spyrou · Grécia       | 207,5 kg | Pyrros Dimas · Grécia          | 207,5 kg |
| Total     | Shahin Nassirinia Irão            | 390,0 kg | Pyrros Dimas · Grécia          | 387,5 kg | Marc Huster · Alemanha         | 382,5 kg |
| 94 kg     |                                   |          |                                |          |                                |          |
| Arranque  | Akakios Kakiasvilis · Grécia      | 188,0 kg | Leonidas Kokas · Grécia        | 185,0 kg | Hakob Pilosyan · Armênia       | 182,5 kg |
| Arremesso | Akakios Kakiasvilis · Grécia      | 225,0 kg | Szymon Kołecki · Polónia       | 225,0 kg | Bünyamin Sudaş · Turquia       | 220,0 kg |
| Total     | Akakios Kakiasvilis · Grécia      | 412,5 kg | Szymon Kołecki · Polónia       | 405,0 kg | Leonidas Kokas · Grécia        | 402,5 kg |
| 105 kg    |                                   |          |                                |          |                                |          |
| Arranque  | Denys Hotfrid · Ucrânia           | 195,0 kg | Choi Jong-keun Coreia do Sul   | 190,0 kg | Evgeny Shishlyannikov · Rússia | 190,0 kg |
| Arremesso | Evgeny Shishlyannikov · Rússia    | 235,0 kg | Denys Hotfrid · Ucrânia        | 235,0 kg | Robert Dołęga · Polónia        | 225,0 kg |
| Total     | Denys Hotfrid · Ucrânia           | 430,0 kg | Evgeny Shishlyannikov · Rússia | 425,0 kg | Choi Jong-keun Coreia do Sul   | 410,0 kg |
| +105 kg   |                                   |          |                                |          |                                |          |
| Arranque  | Jaber Saeed Salem · Catar         | 205,0 kg | Hossein Rezazadeh Irão         | 206,0 kg | Viktors Ščerbatihs · Letônia   | 200,0 kg |
| Arremesso | Andrey Chemerkin · Rússia         | 257,5 kg | Kim Tae-hyun Coreia do Sul     | 252,5 kg | Jaber Saeed Salem · Catar      | 250,0 kg |
| Total     | Andrey Chemerkin · Rússia         | 457,5 kg | Jaber Saeed Salem · Catar      | 455,0 kg | Hossein Rezazadeh Irão         | 447,5 kg |

- — RECORDE MUNDIAL

### Feminino
| Evento    | Ouro                          | Ouro     | Prata                            | Prata    | Bronze                          | Bronze   |
| 48 kg     | 48 kg                         | 48 kg    | 48 kg                            | 48 kg    | 48 kg                           | 48 kg    |
| --------- | ----------------------------- | -------- | -------------------------------- | -------- | ------------------------------- | -------- |
| Arranque  | Sri Indriyani · Indonésia     | 82,5 kg  | Li Xuezhao · China               | 80,0 kg  | Chu Nan-mei · Taipé Chinesa     | 80,0 kg  |
| Arremesso | Donka Mincheva · Bulgária     | 113,5 kg | Kunjarani Devi · Índia           | 105,0 kg | Kaori Niyanagi · Japão          | 105,0 kg |
| Total     | Donka Mincheva · Bulgária     | 192,5 kg | Sri Indriyani · Indonésia        | 185,0 kg | Kaori Niyanagi · Japão          | 185,0 kg |
| 53 kg     |                               |          |                                  |          |                                 |          |
| Arranque  | Li Feng-ying · Taipé Chinesa  | 95,0 kg  | Winarni Binti Slamet · Indonésia | 90,0 kg  | Swe Swe Win Birmânia            | 85,0 kg  |
| Arremesso | Li Feng-ying · Taipé Chinesa  | 121,5 kg | Winarni Binti Slamet · Indonésia | 112,5 kg | Wang Xiufen · China             | 112,5 kg |
| Total     | Li Feng-ying · Taipé Chinesa  | 215,0 kg | Winarni Binti Slamet · Indonésia | 202,5 kg | Wang Xiufen · China             | 197,5 kg |
| 58 kg     |                               |          |                                  |          |                                 |          |
| Arranque  | Chen Yanqing · China          | 105,5 kg | Ri Song-hui · Coreia do Norte    | 100,0 kg | Kuo Ping-chun · Taipé Chinesa   | 97,5 kg  |
| Arremesso | Ri Song-hui · Coreia do Norte | 131,0 kg | Chen Yanqing · China             | 130,0 kg | Kuo Ping-chun · Taipé Chinesa   | 125,0 kg |
| Total     | Chen Yanqing · China          | 235,0 kg | Ri Song-hui · Coreia do Norte    | 230,0 kg | Kuo Ping-chun · Taipé Chinesa   | 222,5 kg |
| 63 kg     |                               |          |                                  |          |                                 |          |
| Arranque  | Chen Jui-lien · Taipé Chinesa | 107,5 kg | Valentina Popova · Rússia        | 105,0 kg | Xiong Meiying · China           | 105,0 kg |
| Arremesso | Chen Jui-lien · Taipé Chinesa | 132,5 kg | Xiong Meiying · China            | 132,5 kg | Ioanna Chatziioannou · Grécia   | 127,5 kg |
| Total     | Chen Jui-lien · Taipé Chinesa | 240,0 kg | Xiong Meiying · China            | 237,5 kg | Valentina Popova · Rússia       | 232,5 kg |
| 69 kg     |                               |          |                                  |          |                                 |          |
| Arranque  | Erzsébet Márkus · Hungria     | 107,5 kg | Milena Trendafilova · Bulgária   | 105,0 kg | Sun Tianni · China              | 105,0 kg |
| Arremesso | Sun Tianni · China            | 143,0 kg | Irina Kasimova · Rússia          | 130,0 kg | Milena Trendafilova · Bulgária  | 127,5 kg |
| Total     | Sun Tianni · China            | 247,5 kg | Milena Trendafilova · Bulgária   | 232,5 kg | Erzsébet Márkus · Hungria       | 232,5 kg |
| 75 kg     |                               |          |                                  |          |                                 |          |
| Arranque  | Xu Jiao · China               | 112,5 kg | Kim Soon-hee Coreia do Sul       | 107,5 kg | Ruth Ogbeifo · Nigéria          | 107,5 kg |
| Arremesso | Kim Soon-hee Coreia do Sul    | 135,0 kg | Xu Jiao · China                  | 135,0 kg | Ruth Ogbeifo · Nigéria          | 132,5 kg |
| Total     | Xu Jiao · China               | 247,5 kg | Kim Soon-hee Coreia do Sul       | 242,5 kg | Ruth Ogbeifo · Nigéria          | 240,0 kg |
| +75 kg    |                               |          |                                  |          |                                 |          |
| Arranque  | Ding Meiyuan · China          | 127,5 kg | Agata Wróbel · Polónia           | 127,5 kg | Cheryl Haworth · Estados Unidos | 115,0 kg |
| Arremesso | Ding Meiyuan · China          | 157,5 kg | Agata Wróbel · Polónia           | 152,5 kg | Chen Hsiao-lien · Taipé Chinesa | 142,5 kg |
| Total     | Ding Meiyuan · China          | 285,0 kg | Agata Wróbel · Polónia           | 280,0 kg | Balkisu Musa · Nigéria          | 252,5 kg |

- — RECORDE MUNDIAL

## Quadro de medalhas
Quadro de medalhas no total combinado
| Ordem | País            | Medalha de ouro | Medalha de prata | Medalha de bronze | Total |
| ----- | --------------- | --------------- | ---------------- | ----------------- | ----- |
| 1     | China           | 5               | 1                | 1                 | 7     |
| 2     | Bulgária        | 2               | 1                | 2                 | 5     |
| 3     | Taipé Chinesa   | 2               | 0                | 2                 | 4     |
| 4     | Grécia          | 1               | 4                | 2                 | 7     |
| 5     | Rússia          | 1               | 1                | 1                 | 3     |
| 6     | Catar           | 1               | 1                | 0                 | 2     |
| 7     | Irão            | 1               | 0                | 1                 | 2     |
| 8     | Turquia         | 1               | 0                | 0                 | 1     |
| 8     | Ucrânia         | 1               | 0                | 0                 | 1     |
| 10    | Indonésia       | 0               | 2                | 0                 | 2     |
| 10    | Polónia         | 0               | 2                | 0                 | 2     |
| 12    | Coreia do Sul   | 0               | 1                | 1                 | 2     |
| 13    | Coreia do Norte | 0               | 1                | 0                 | 1     |
| 13    | Roménia         | 0               | 1                | 0                 | 1     |
| 15    | Nigéria         | 0               | 0                | 2                 | 2     |
| 16    | Alemanha        | 0               | 0                | 1                 | 1     |
| 16    | Hungria         | 0               | 0                | 1                 | 1     |
| 16    | Japão           | 0               | 0                | 1                 | 1     |
| Total | Total           | 15              | 15               | 15                | 45    |

Quadro de medalhas nos levantamentos + total combinado
| Ordem | País            | Medalha de ouro | Medalha de prata | Medalha de bronze | Total |
| ----- | --------------- | --------------- | ---------------- | ----------------- | ----- |
| 1     | China           | 12              | 5                | 4                 | 21    |
| 2     | Taipé Chinesa   | 6               | 1                | 6                 | 13    |
| 3     | Bulgária        | 5               | 3                | 6                 | 14    |
| 4     | Grécia          | 4               | 10               | 6                 | 20    |
| 5     | Rússia          | 3               | 3                | 2                 | 8     |
| 6     | Catar           | 3               | 1                | 3                 | 7     |
| 7     | Turquia         | 3               | 0                | 1                 | 4     |
| 8     | Irão            | 2               | 1                | 1                 | 4     |
| 9     | Ucrânia         | 2               | 1                | 0                 | 3     |
| 10    | Coreia do Sul   | 1               | 4                | 1                 | 6     |
| 11    | Indonésia       | 1               | 4                | 0                 | 5     |
| 12    | Coreia do Norte | 1               | 2                | 0                 | 3     |
| 13    | Armênia         | 1               | 0                | 0                 | 1     |
| 13    | Hungria         | 1               | 0                | 0                 | 1     |
| 15    | Polónia         | 0               | 5                | 1                 | 6     |
| 16    | Roménia         | 0               | 1                | 1                 | 2     |
| 17    | Cuba            | 0               | 1                | 0                 | 1     |
| 17    | Geórgia         | 0               | 1                | 0                 | 1     |
| 17    | Índia           | 0               | 1                | 0                 | 1     |
| 17    | Nauru           | 0               | 1                | 0                 | 1     |
| 21    | Nigéria         | 0               | 0                | 4                 | 4     |
| 22    | Alemanha        | 0               | 0                | 2                 | 2     |
| 22    | Japão           | 0               | 0                | 2                 | 2     |
| 24    | Letônia         | 0               | 0                | 1                 | 1     |
| 24    | Birmânia        | 0               | 0                | 1                 | 1     |
| 24    | Estados Unidos  | 0               | 0                | 1                 | 1     |
| Total | Total           | 45              | 45               | 45                | 135   |

## Classificação por equipe
| Posição | Equipe   | Pontos |
| ------- | -------- | ------ |
| 1       | Grécia   | 581    |
| 2       | Bulgária | 465    |
| 3       | China    | 437    |
| 4       | Turquia  | 386    |
| 5       | Polónia  | 377    |
| 6       | Ucrânia  | 364    |

| Posição | Equipe         | Pontos |
| ------- | -------------- | ------ |
| 1       | China          | 530    |
| 2       | Taipé Chinesa  | 392    |
| 3       | Bulgária       | 374    |
| 4       | Tailândia      | 371    |
| 5       | Nigéria        | 366    |
| 6       | Estados Unidos | 333    |

## Participantes
Um total de 626 halterofilistas de 87 nacionalidades participaram do evento.
| - Albânia (7) - Argélia (6) - Argentina (2) - Armênia (8) - Austrália (12) - Áustria (5) - Azerbaijão (10) - Bielorrússia (7) - Bélgica (3) - Brasil (1) - Bulgária (15) - Camarões (5) - Canadá (15) - Chile (1) - China (15) - Taipé Chinesa (14) - Colômbia (14) - Croácia (2) - Cuba (7) - Chipre (1) - Chéquia (4) - Dinamarca (15) - República Dominicana (7) - Equador (2) - Egito (8) - El Salvador (3) - Estados Federados da Micronésia (1) - Fiji (1) - Finlândia (14) | - França (15) - Geórgia (6) - Alemanha (11) - Grã-Bretanha (10) - Grécia (15) - Guatemala (5) - Hungria (15) - Índia (8) - Indonésia (5) - Irão (8) - Iraque (3) - Irlanda (5) - Israel (11) - Itália (15) - Japão (15) - Cazaquistão (15) - Quirguistão (5) - Letônia (8) - Líbano (2) - Líbia (1) - Lituânia (7) - Ilhas Maurícias (1) - México (7) - Moldávia (6) - Mongólia (1) - Birmânia (5) - Nauru (7) - Países Baixos (12) - Nova Zelândia (3) | - Nigéria (10) - Coreia do Norte (2) - Noruega (4) - Panamá (1) - Polónia (15) - Portugal (7) - Porto Rico (3) - Catar (8) - Roménia (8) - Rússia (14) - Samoa (2) - San Marino (1) - Arábia Saudita (1) - Eslováquia (13) - África do Sul (2) - Coreia do Sul (13) - Espanha (14) - Suécia (4) - Suíça (5) - Síria (4) - Tailândia (7) - Tunísia (4) - Turquia (8) - Turquemenistão (3) - Ucrânia (15) - Estados Unidos (15) - Uruguai (1) - Uzbequistão (4) - Venezuela (6) |